# Daimajin
Daimajin (大魔神?) è una trilogia di film sui kaijū, che furono girati simultaneamente (dalla stessa crew ma da altrettanti registi diversi). Vennero prodotti dalla Daiei Film e sono simili nella strutture della trama, in cui dei villaggi vengono rovesciati dai signori della guerra, portando gli abitanti a tentare di raggiungere Daimajin, il grande dio demone, per salvarli.
Nel 2010, il brand Daimajin venne rilanciato con la serie televisiva Daimajin Kanon, trasmessa su TV Tokyo.

## Film
| Titolo in inglese ufficiale | Titolo in giapponese            | Data             | Note        |
| --------------------------- | ------------------------------- | ---------------- | ----------- |
| Daimajin                    | 大魔神 (Daimajin?)              | 17 aprile 1966   | [ 4 ] [ 5 ] |
| Return of Daimajin          | 大魔神怒る (Daimajin ikaru?)    | 13 agosto 1966   | [ 6 ] [ 5 ] |
| Daimajin Strikes Again      | 大魔神逆襲 (Daimajin gyakushu?) | 10 dicembre 1966 | [ 4 ] [ 5 ] |

### Daimajin
In Giappone, una famiglia di contadini si spaventa durante una serie di terremoti della terra che vengono interpretati come i tentativi di fuga di Daimajin, uno spirito intrappolato nella montagna. Questi eventi sono osservati da Lord Hanabasa e dal suo ciambellano, Samanosuke, che stanno tentano di impadronirsi del potere nel territorio. Mentre gli abitanti del villaggio pregano in un santuario, Samanosuke e i suoi scagnozzi massacrano la famiglia di Hanabasa, con solo suo figlio e sua figlia che riescono a fuggire, assistiti dal samurai Kogenta. Di ritorno al santuario, gli uomini di Samanosuke iniziano a prendere il controllo e vietano qualunque tipo di riunioni. Dopo aver omesso di avvertire Samanosuke delle sue azioni, la sacerdotessa Shinobu torna a casa, trovando Kogenta e i due bambini. Shinobu li porta lungo il fianco della montagna in un luogo proibito, dove si trova l'idolo di pietra che è Daimajin, sepolto per metà nel fianco della montagna. I bambini crescono fino all'età adulta con il proprio figlio, Tadafumi (Yoshihiko Aoyama). Nel frattempo, Samanosuke ha ridotto in schiavitù il villaggio intero. Dopo diversi tentativi di riportare la pace e la libertà nel villaggio, i suoi uomini risalgono la montagna per distruggere Daimajin. A questi viene chiesto dalla figlia Kozasa (Miwa Takada) di salvare suo fratello e l'idolo rimuove una maschera per rivelare il suo vero volto, portandolo a sollevarsi dalla montagna ed a scatenare la sua ira su Samanosuke e sulla sua fortezza. L'essere divino inizia a crescere attaccando tutto ciò che gli capita sotto tiro, fermandosi solo quando le lacrime di Kozasa atterrano sui suoi piedi.

### Return of Daimajin
Daimajin si trova su un'isola nel mezzo di un lago che è circondato da due tranquilli villaggi, Chigusa e Nagoshi. Da un lontano terzo villaggio governato da un signore malvagio, i cittadini fuggono a Chigusa. Un giorno il malvagio signore decide di conquistare gli altri due paesini e tenta di farlo durante una celebrazione festiva annuale. Dopo essere stato inseguito dall'esercito di quest'ultimo, il popolo di Chiqusa e Nagoshi si trova sull'isola con la statua di Daimajin. Il signore malvagio manda i suoi uomini a farla esplodere con una grande quantità di polvere da sparo. I resti frantumati finiscono sul fondo del lago. Daimajin però si sveglia per distruggere tutto.

### Daimajin Strikes Again
Daimajin si trova sulla cima di una montagna. I padri in un villaggio sono stati catturati da un malvagio signore della guerra e costretti a lavorare nei suoi campi. Quattro dei loro figli decidono di andare a salvarli, anche se ciò significa attraversare la montagna dove si trova Daimajin. Essi gli rendono omaggio quando lo superano in modo da non incorrere nella sua ira. I signori della guerra alla fine irritano la statua, che prende vita e distrugge tutti coloro che non gli hanno prestato rispetto. I bambini e i loro padri vengono risparmiati, mentre il campo di lavoro viene ucciso.

## Cast e personaggi ricorrenti
| Personaggio | Film            | Film                      | Film                          |
| Personaggio | Daimajin (1966) | Return of Daimajin (1966) | Daimajin Strikes Again (1966) |
| ----------- | --------------- | ------------------------- | ----------------------------- |
| Daimajin    | Riki Hoshimoto  | Riki Hoshimoto            | Riki Hoshimoto                |

## Crew
| Ruolo                      | Film             | Film                      | Film                          |
| Ruolo                      | Daimajin (1966)  | Return of Daimajin (1966) | Daimajin Strikes Again (1966) |
| -------------------------- | ---------------- | ------------------------- | ----------------------------- |
| Regista                    | Kimiyoshi Yasuda | Kenji Misumi              | Issei Mori                    |
| Produttore                 | Masaichi Nagata  | Masaichi Nagata           | Masaichi Nagata               |
| Sceneggiatura              | Tetsuro Yoshida  | Tetsuro Yoshida           | Tetsuro Yoshida               |
| Compositore                | Akira Ifukube    | Akira Ifukube             | Akira Ifukube                 |
| Direttore della fotografia | Fujio Morita     | Fujio Morita              | Fujio Morita                  |
| Montatore                  | Hiroshi Yamada   | Hiroshi Yamada            | Hiroshi Yamada                |
| Note                       | [ 4 ]            | [ 7 ]                     | [ 4 ]                         |

## Home media
| Titolo                                                               | Formato | Data              | Film                                                 | Note         |
| -------------------------------------------------------------------- | ------- | ----------------- | ---------------------------------------------------- | ------------ |
| Daimajin Collection: Daimajin, Wrath of Daimajin, Return of Daimajin | DVD     | 22 ottobre 2002   | Daimajin, Return of Daimajin, Daimajin Strikes Again | [ 8 ]        |
| Daimajin                                                             | DVD     | 1 febbraio 2005   | Daimajin                                             | [ 8 ]        |
| Daimajin: Wrath of Daimajin                                          | DVD     | 12 aprile 2005    | Return of Daimajin                                   | [ 9 ]        |
| Daimajin: Return of Daimajin                                         | DVD     | 3 maggio 2005     | Daimajin Strikes Again                               | [ 10 ]       |
| Daimajin                                                             | Blu-ray | 18 settembre 2012 | Daimajin, Return of Daimajin, Daimajin Strikes Again | [ 1 ] [ 11 ] |